# Paradise Lost (musikgrupp)
Paradise Lost är ett brittiskt doom/death/gothic metal-band bildat i Halifax, West Yorkshire i England 1988. Bandets medlemmar är sedan start Nick Holmes på sång, Greg Mackintosh och Aaron Aedy, båda gitarrister och Steve Edmondson på bas. Under åren har Paradise Lost haft olika trummisar. Paradise Lost är en av pionjärerna inom gothic metal men bandets musik har under åren rört sig inom olika musikstilar som doom metal, death metal och gothic rock men också närmat sig genrer som industrimetal, darkwave och electronica.

## Historia

### Bildandet ochLost Paradise(1988 – 1990)
Paradise Lost bildades i Halifax, West Yorkshire i England 1988. Bandet bestod från början av Nick Holmes på sång, Greg Mackintosh och Aaron Aedy, båda gitarrister, Steve Edmondson på bas och Matt Archer på trummor. Namnet Paradise Lost togs från 1600-talspoeten John Miltons diktverk med samma titel. Debutalbumet Lost Paradise (1990) gavs ut av Peaceville och musiken var en blandning av doom metal, med Nick Holmes death metal-sång och en del gotiska referenser. Skivan spelades in på The Academy vintern 1989 och all musik är skriven av Nick Holmes och Greg Mackintosh. Alumet gavs ut 5 februari 1990, som 12" vinyl samt på CD och kassett.

### Gothic,Shades of God,IconochDraconian Times(1991 – 1995)
Debutalbumet följdes upp med Gothic år 1991, ett album som innebar bandets genombrott. Detta album har kallats det första gothic metal albumet någonsin, och Paradise Lost ansågs som en av pionjärer inom genren, tillsammans med band som Anathema och My Dying Bride. 1992 gavs albumet Shades of God ut. Bandet hade nu bytt bolag till Music for Nations, och EPn As I Die släpptes senare samma år. Året därpå gavs fjärde fullängdsalbumet Icon ut.
Matt Archer lämnade bandet och ny trummis blev Lee Morris. Första albumet med Morris är Draconian Times som gavs ut 1995. Musikvideor gjordes till spåren "The Last Time" och "Forever Failure", den senare dock i en ganska annorlunda version mot albumets. På "Forever Failure" hörs en talad monolog, rösten tillhör Charles Manson och samplingen är från dokumentärfilmen The Man Who Killed the 60s.

### One Second, byte av skivbolag och trummis,Paradise Lost(1997 – 2005)
I och med albumet One Second, släppt 1997, introducerade bandet ett mer gothic rock-inspirerat sound. Host från 1999 var ytterligare ett steg ifrån bandets tidigare doom metal, med inslag av trance och melankoliskt nedtempo. Believe in Nothing släpptes 2001 innan bandet lämnade Music for Nations och skrev kontrakt med Gun Records.
Symbol of Life, 2002, var den första skivan som gjordes i samarbete med producenten Rhys Fulber och gavs ut på Gun Records. Symbol of Life var en återgång till ett mer metal-betonat sound och har gästmusiker som sångaren Devin Townsend och keyboardisten Jamie Muhoberac. Lee Morris lämnade bandet och ny på trumpallen blev Jeff Singer. Det självbetitlade Paradise Lost gavs ut 2005.

### In Requiem, åter nytt skivbolag och trummis,Medusa(2006 – 2017)
Paradise Lost bytte åter skivbolag och In Requiem gavs ut av Century Media i maj 2007 och i september 2009 kom Faith Divides Us - Death Unites Us. Jeff Singer hade lämnat bandet 2008 och på Faith Divides Us... är det Peter Damin, tidigare i Katatonia, som tillfälligtvis återfinns bakom trummorna.
Ny permanent trummis blev Adrian Erlandsson och med honom spelade bandet in albumet Tragic Idol som gavs ut 20 april 2012 av Century Media. Nästa studioalbum, The Plague Within, släpptes 1 juni 2015 och 2017 utgavs albumet Medusa.

## Medlemmar

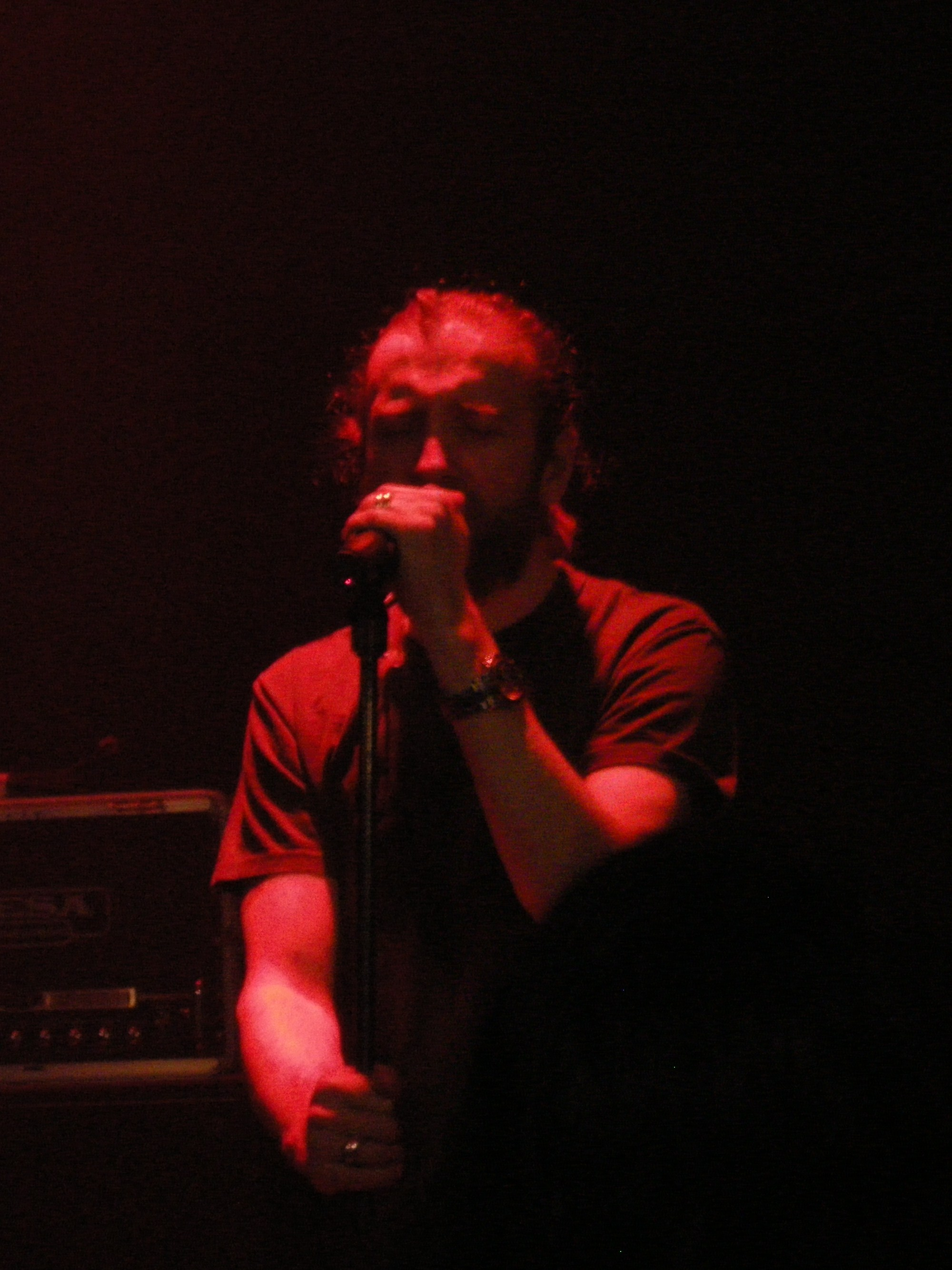
Nick Holmes, sångare i Paradise Lost, på Close Up-båten i februari 2011.

### Nuvarande medlemmar
- Nick Holmes – sång (1988–)
- Gregor Mackintosh – sologitarr (1988–), keyboard (1996–)
- Aaron Aedy – rytmgitarr (1988–)
- Steve Edmondson – basgitarr (1988–)
- Waltteri Väyrynen – trummor (2016–)

### Tidigare medlemmar
- Matthew Archer – trummor (1988–1994)
- Lee Morris – trummor (1994–2004)
- Jeff Singer – trummor (2004–2008)
- Peter Damin – trummor (2009)
- Adrian Erlandsson – trummor (2009–2015)

### Turnerande medlemmar
- Andy Corns – sologitarr (1999)
- Milton "Milly" Evans – sologitarr (1999, 2009–2010), keyboard, bakgrundssång (2011)
- Mark Heron – trummor (2008)
- Jeff Singer – trummor (2009, 2012, 2013, 2014)
- Waltteri Väyrynen – trummor (2015–2016)
- Fiona Creaby – sång (2017)

## Diskografi
Album
- Lost Paradise (1990)
- Gothic (1991)
- Shades Of God (1992)
- Icon (1993)
- Draconian Times (1995)
- One Second (1997)
- Host (1999)
- Believe In Nothing (2001)
- Symbol Of Life (2002)
- Paradise Lost (2005)
- In Requiem (2007)
- Faith Divides Us - Death Unites Us (2009)
- Tragic Idol (2012)
- The Plague Within (2015)
- Medusa (2017)
- Obsidian (2020)

Livealbum / video
- Live Death (1990) (VHS)
- Harmony Breaks (1994) (VHS)
- At the BBC (2003)
- The Anatomy Of Melancholy (2008) (2CD)
- The Anatomy Of Melancholy (2008) (2DVD)
- Draconian Times MMXI (2011) (CD)
- Draconian Times MMXI (2011) (2DVD)
- Symphony for the Lost (2015)

Samlingsalbum
- Reflection (1998)
- Drown in Darkness: The Early Demos (2009)
- Original Album Classics (2012)
- Lost in Time (2012)
- Maximum Plague (2015)